# Rathaus Wetter
Das Rathaus Wetter ist ein denkmalgeschützter Profanbau in der nordrhein-westfälischen Stadt Wetter (Ruhr). Das Gebäude befindet sich auf einer Anhöhe etwa 33 m oberhalb des Harkortsees im Stadtteil Alt-Wetter nördlich der Ruhr. Es liegt zwischen den historischen Siedlungskernen Freiheit Wetter und Dorf Wetter an der Kaiserstraße 170, einem ehemaligen Teil der B 234.
Das Anfang des 20. Jahrhunderts errichtete Rathaus dient bis heute als Sitz des Bürgermeisters und von Teilen der Stadtverwaltung. 1984 wurde es in die Denkmalliste von Wetter aufgenommen. Außerdem ist es ein Standort der Route der Industriekultur.

## Baugeschichte
Die Grundstücke für die Errichtung des Rathauses wurden 1906 für 56.000 Mark erworben. Gustav Vorsteher, ein lokaler Unternehmer und Kommerzienrat, hatte den Bau als Mäzen finanziert und von seinem Neffen, dem Berliner Regierungsbaumeister Gustav Werner, planen und ab 1907 erstellen lassen. Eingeweiht wurde das Rathaus am 20. Dezember 1909 im Zusammenhang mit der Verleihung der Stadtrechte durch Kaiser Wilhelm II.
Das im deutschen Renaissancestil gehaltene Gebäude ist mit einem 43 Meter hohen Turm ausgestattet und wurde komplett in Ruhrsandstein ausgeführt. Dieser wurde vorwiegend aus dem Albringhauser Steinbruch Külpmann bezogen. Über dem Portal mit der neunstufigen Freitreppe befindet sich ein Balkon. Das steile Dach und die Turmspitze sind schiefergedeckt. Sowohl die Gestaltung des Ratssaals als auch der Eingangshalle folgt klassischen Baumustern deutscher Rathausarchitektur.

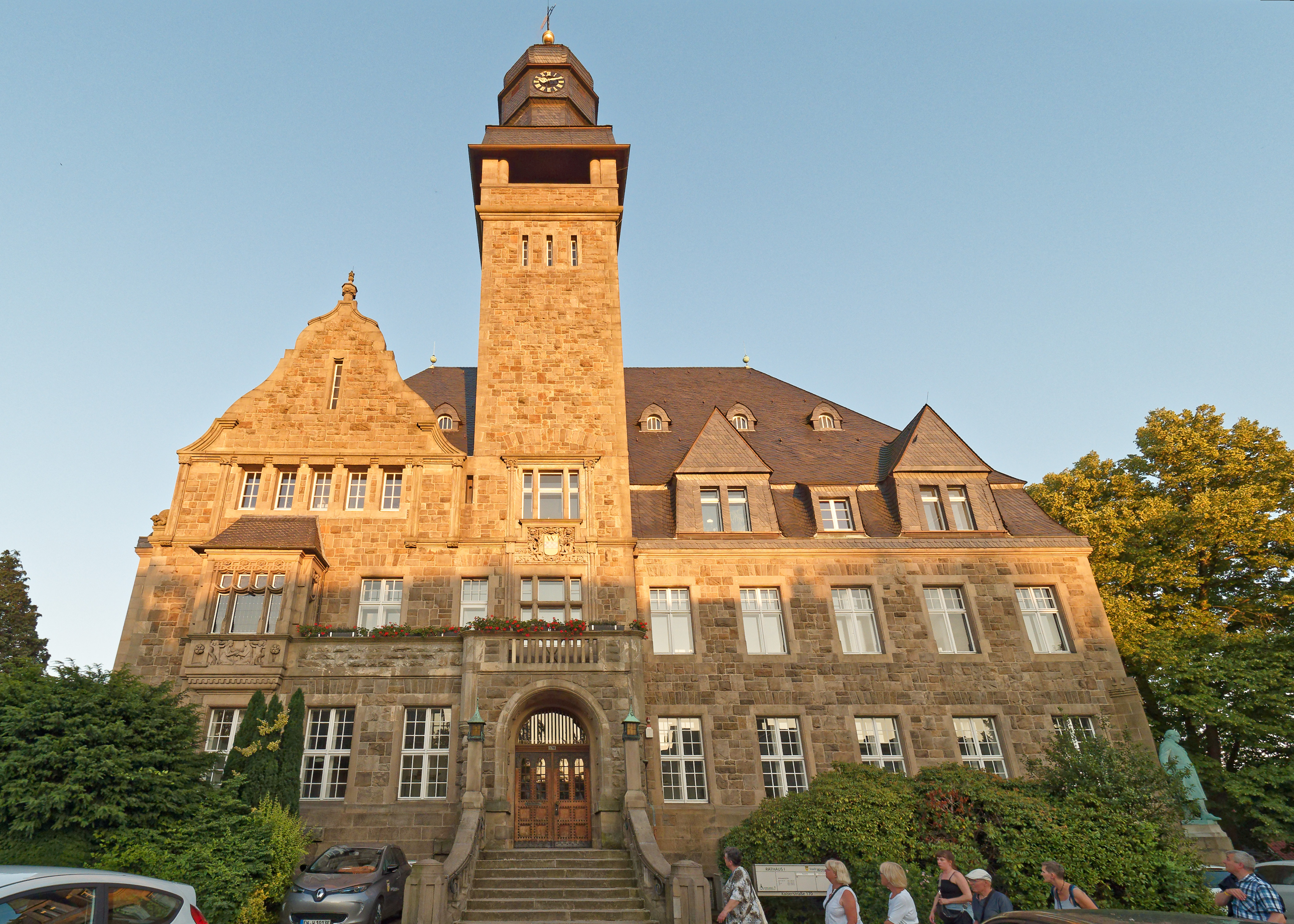
Frontalansicht
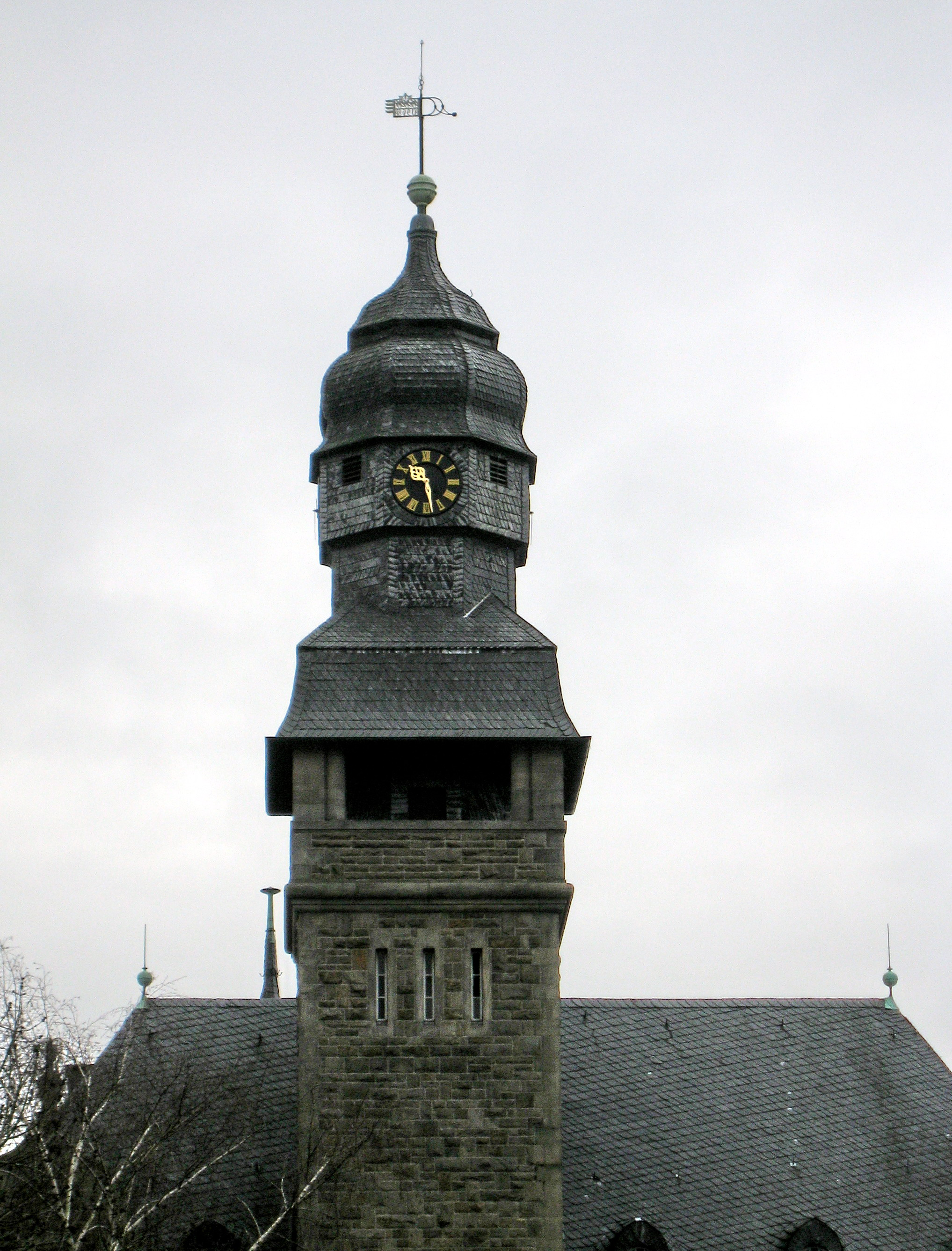
Schieferdach und Rathausturm mit Uhr
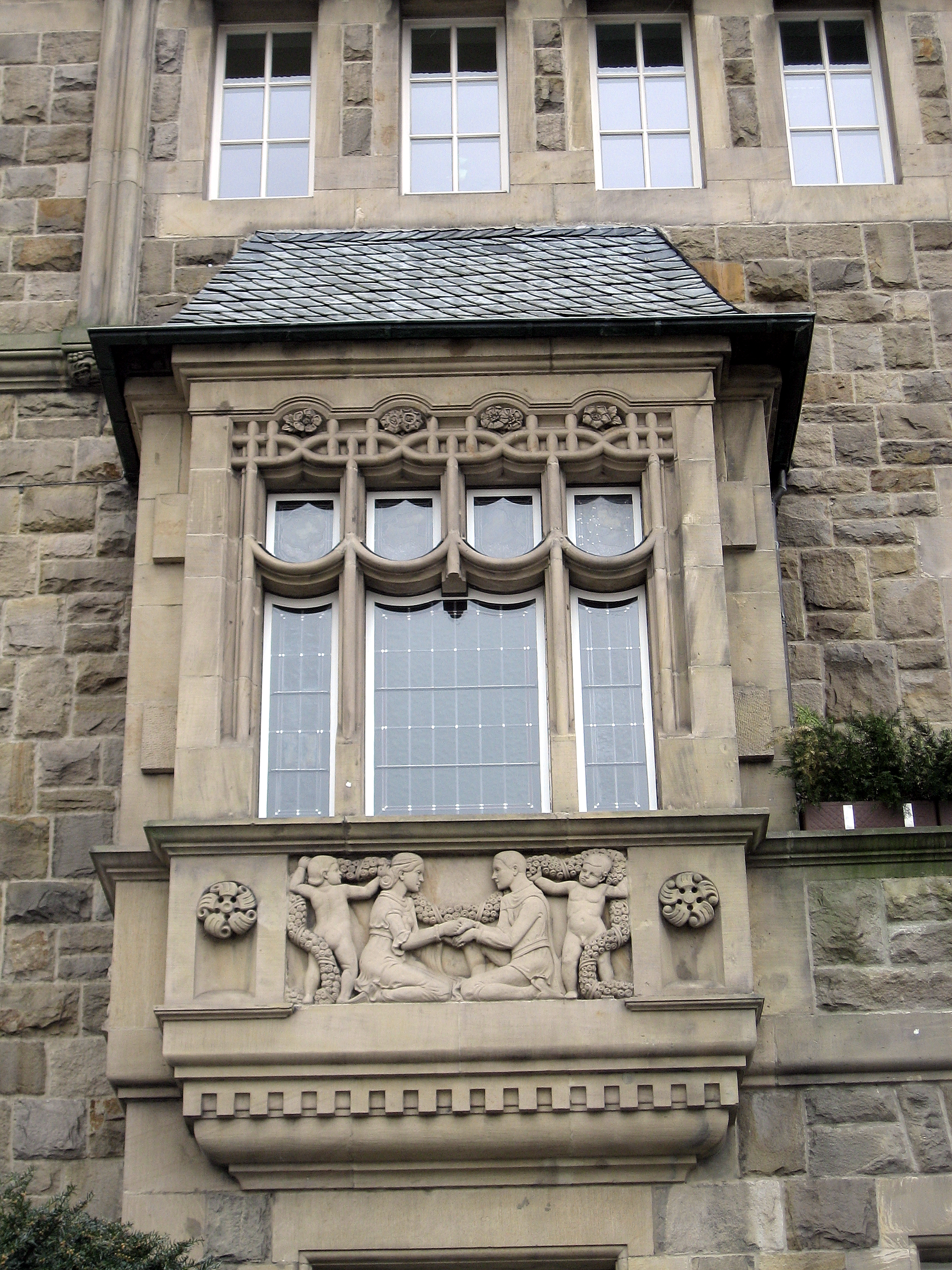
Verziertes Erkerfenster mit Hochzeitsrelief von Friedrich Bagdons
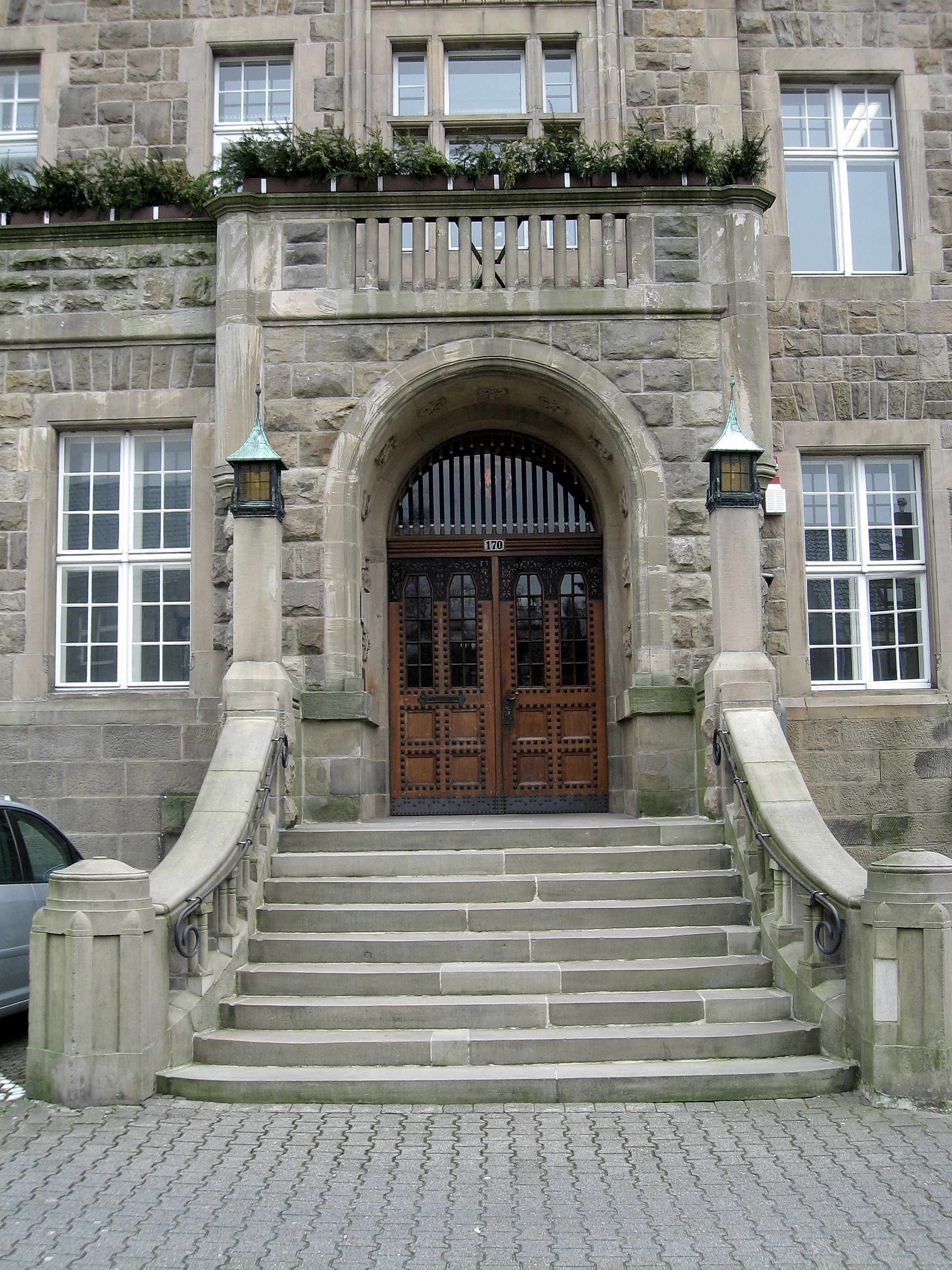
Rathausportal mit Freitreppe und Balkon
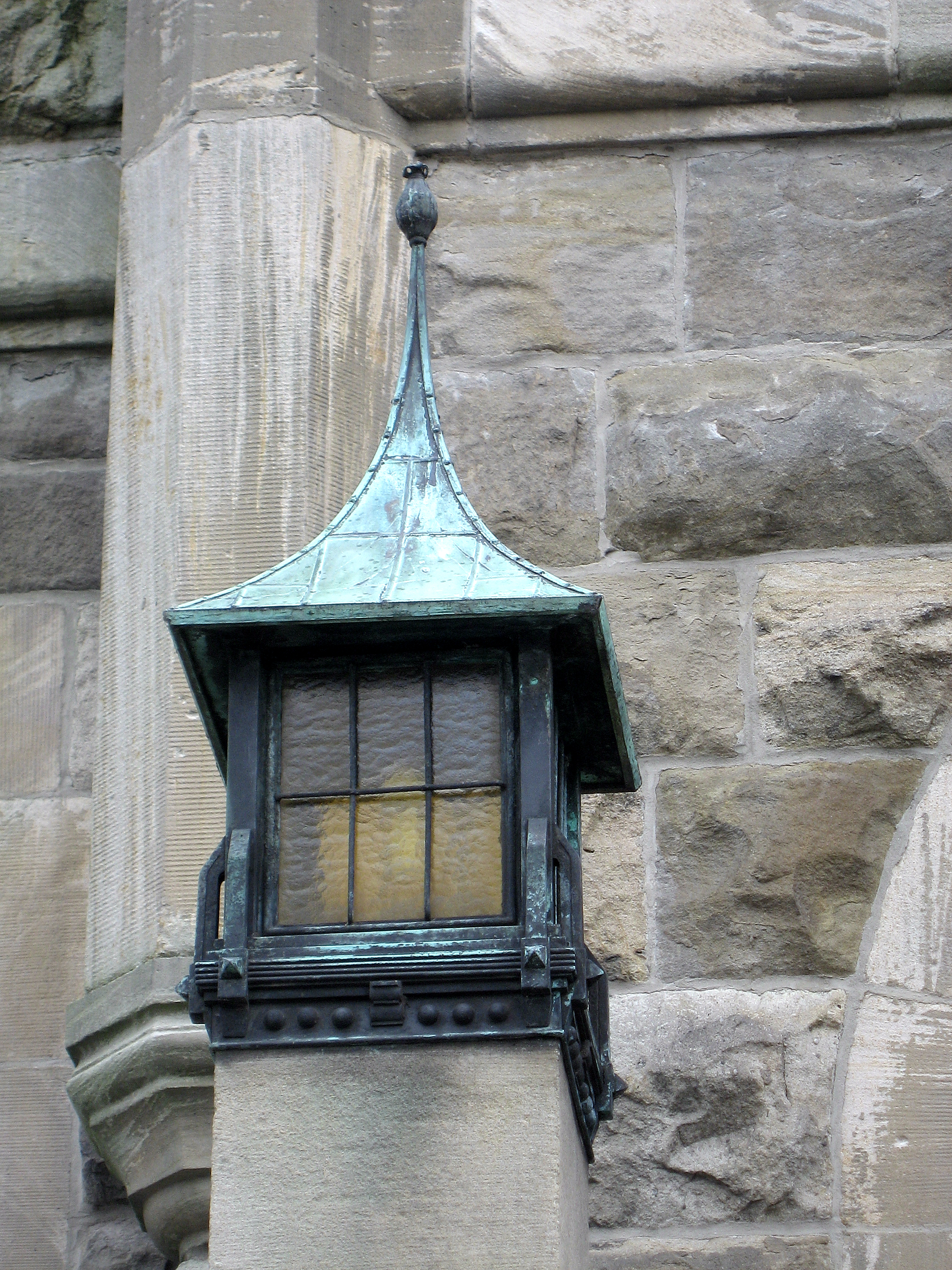
Leuchter am Portal

## Freiherr-vom-und-zum-Stein-Denkmal

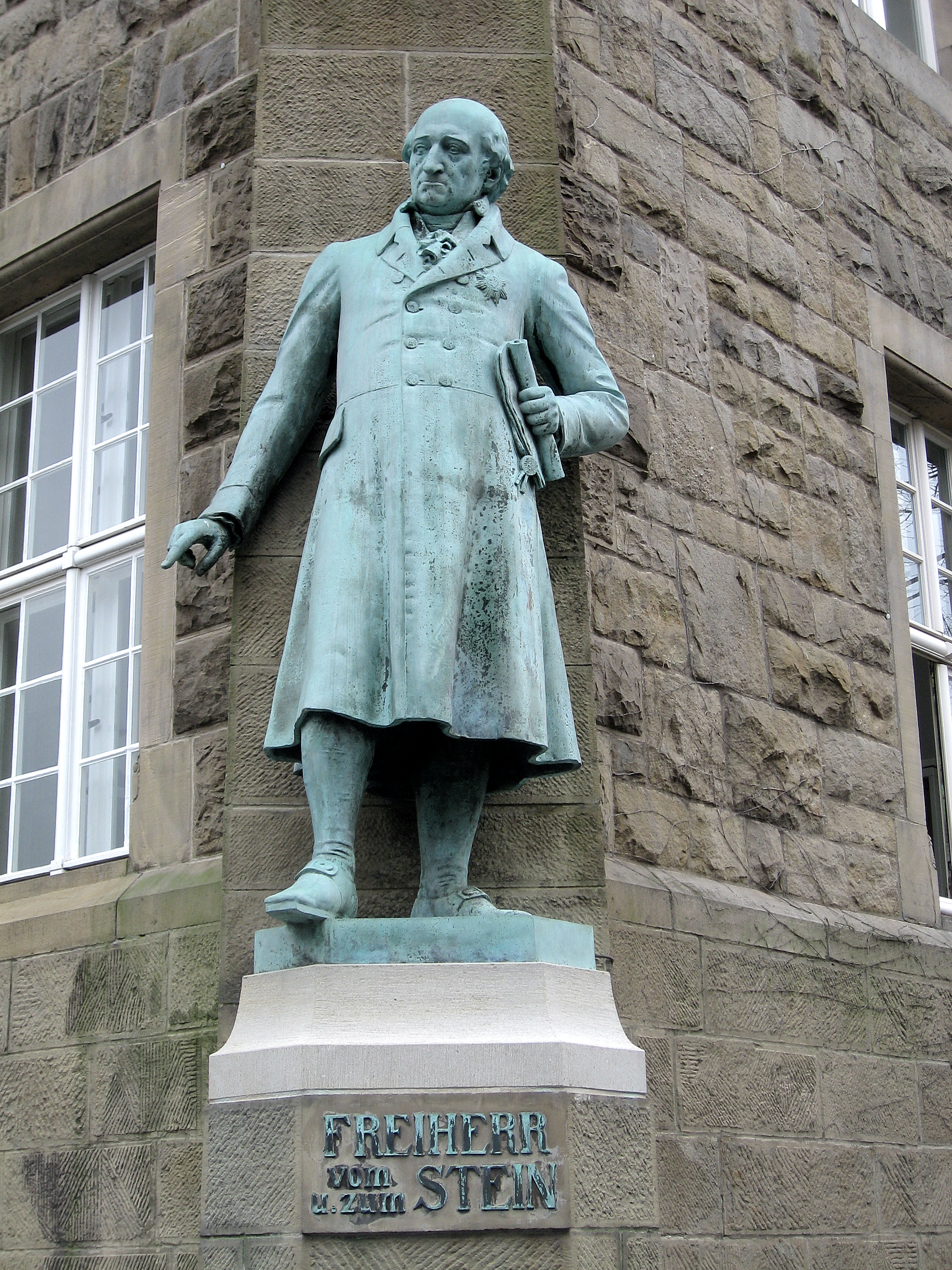
Statue Freiherr vom Stein

An der rechten Ecke der Vorderfront bzw. an der südwestlichen Gebäudeecke befindet sich ein Bronzestandbild des Heinrich Friedrich Karl vom und zum Stein, das 1909 vom Bildhauer Richard Grüttner ausgeführt, von der Berliner Gießerei Martin & Piltzing hergestellt und ebenfalls von Gustav Vorsteher in Auftrag gegeben wurde. Die auf einem Sandsteinsockel befindliche eigentliche Statue ist 2,50 Meter hoch und erinnert an die Tätigkeit Steins als Oberbergrat in Wetter zwischen 1784 und 1792.